# Список угрожаемых видов грибов, водорослей и плауновидных растений
Список угрожаемых видов грибов, водорослей и плауновидных растений содержит перечень видов грибов (Fungi), красных (Rhodophyta) и бурых (Phaeophyceae) водорослей, плауновых (Lycopodiopsida) и полушниковых (Isoëtopsida) растений, которым Международным союзом охраны природы и природных ресурсов (МСОП) присвоены охранные статусы «Уязвимый вид» (Vulnerable species, ), «Вымирающий вид» (Endangered species, ) либо «Вид на грани исчезновения» (Critically Endangered species, ). В настоящее время в Красный список угрожаемых видов МСОП (The IUCN Red List of Threatened Species) занесено 28 редких и исчезающих видов грибов, 9 видов красных и 6 видов бурых водорослей, 12 видов плауновых и 19 видов полушниковых растений, из которых 31 вид — уязвимые, 18 видов — вымирающие и 25 видов — находящиеся на грани исчезновения. Один вид красных водорослей, Vanvoorstia bennettiana из класса флоридеевых водорослей, известный по 16 экземплярам, найденным во второй половине XIX века в заливе Порт-Джэксон на побережье Юго-Восточной Австралии, значится в данном списке как уже полностью вымерший (категория «Исчезнувший вид», Extinct species, ). Он также представлен в этом перечне.

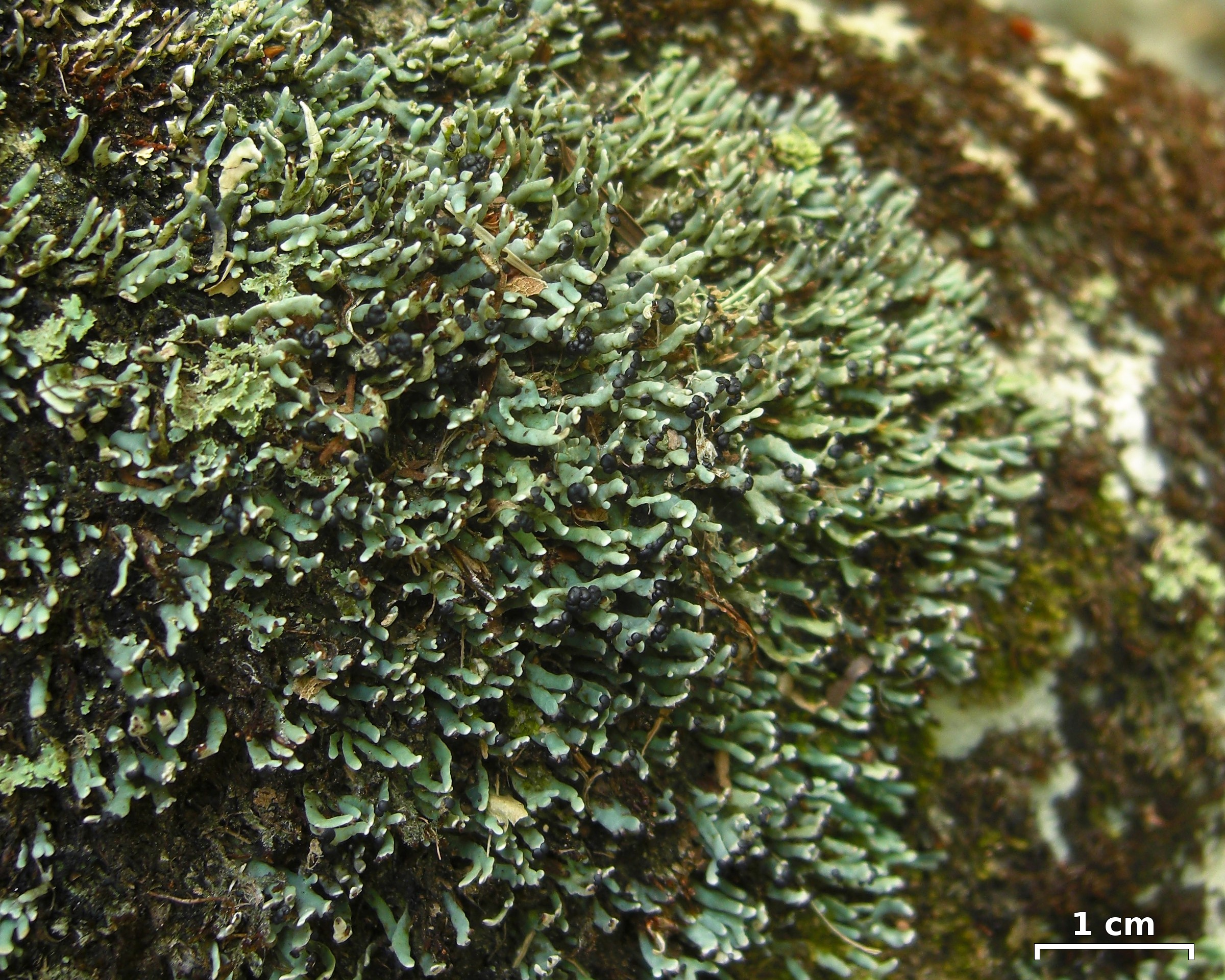
Cetradonia linearis

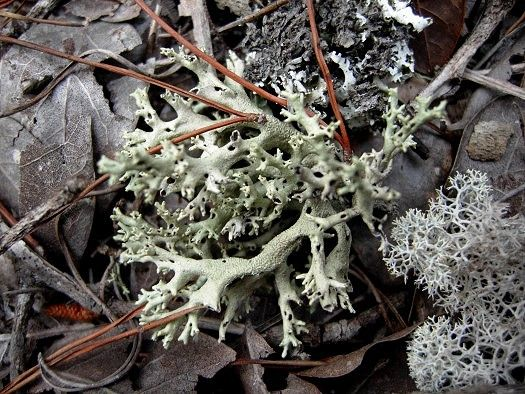
Cladonia perforata

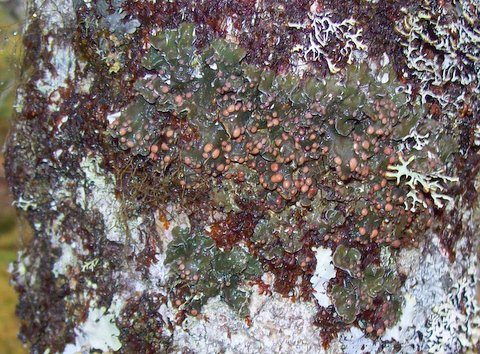
Erioderma pedicellatum

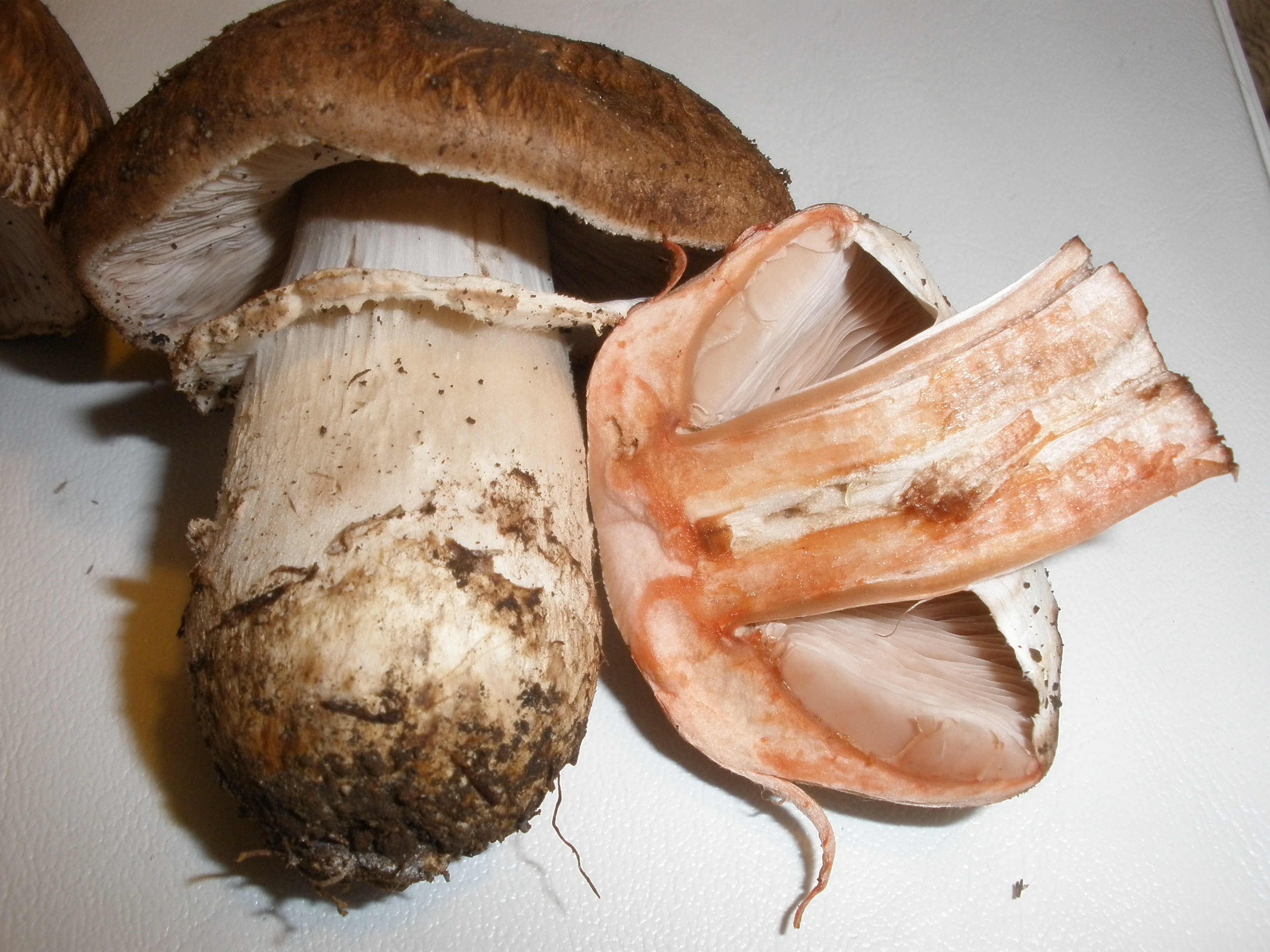
Agaricus pattersoniae

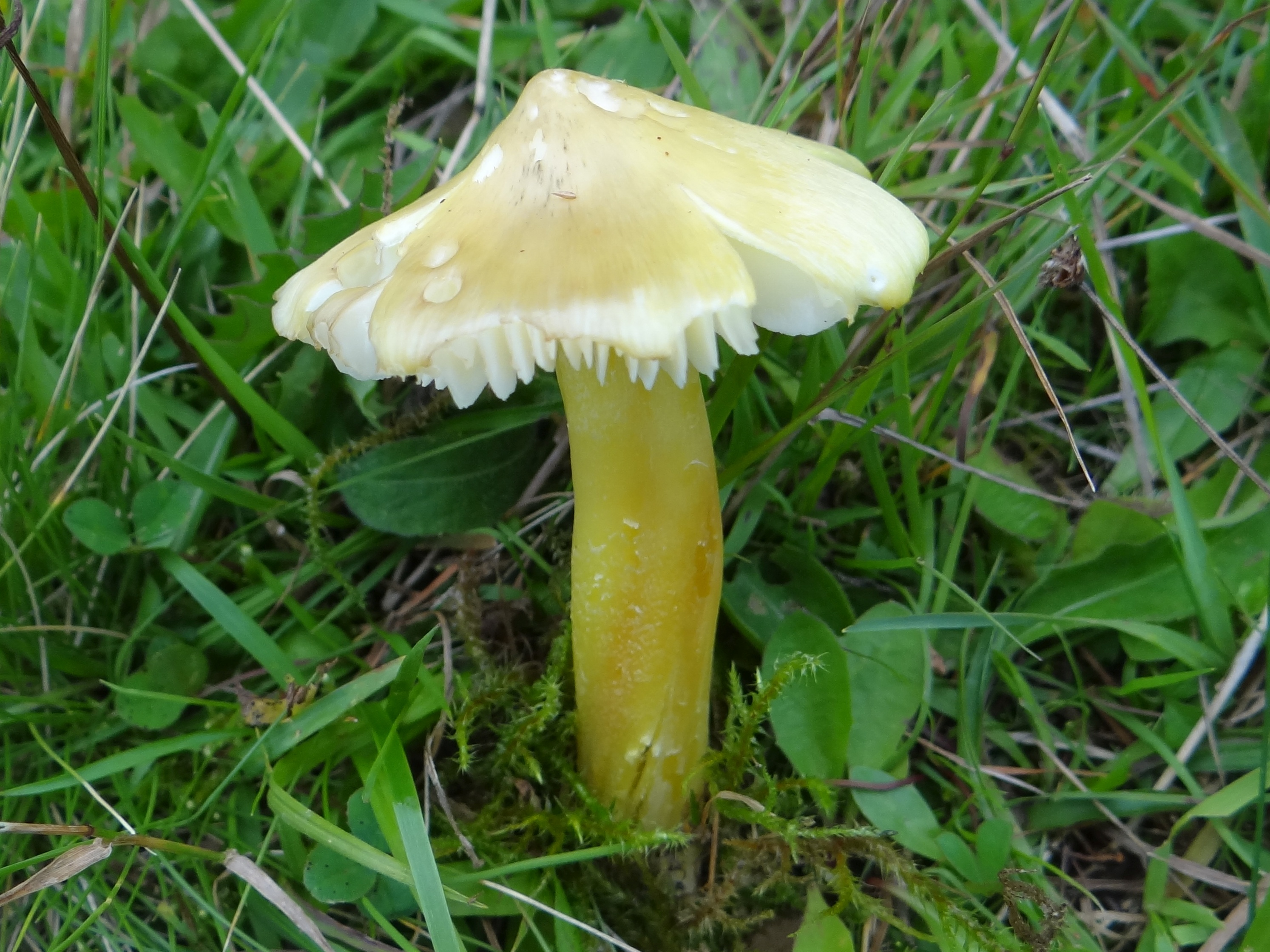
Hygrocybe citrinovirens

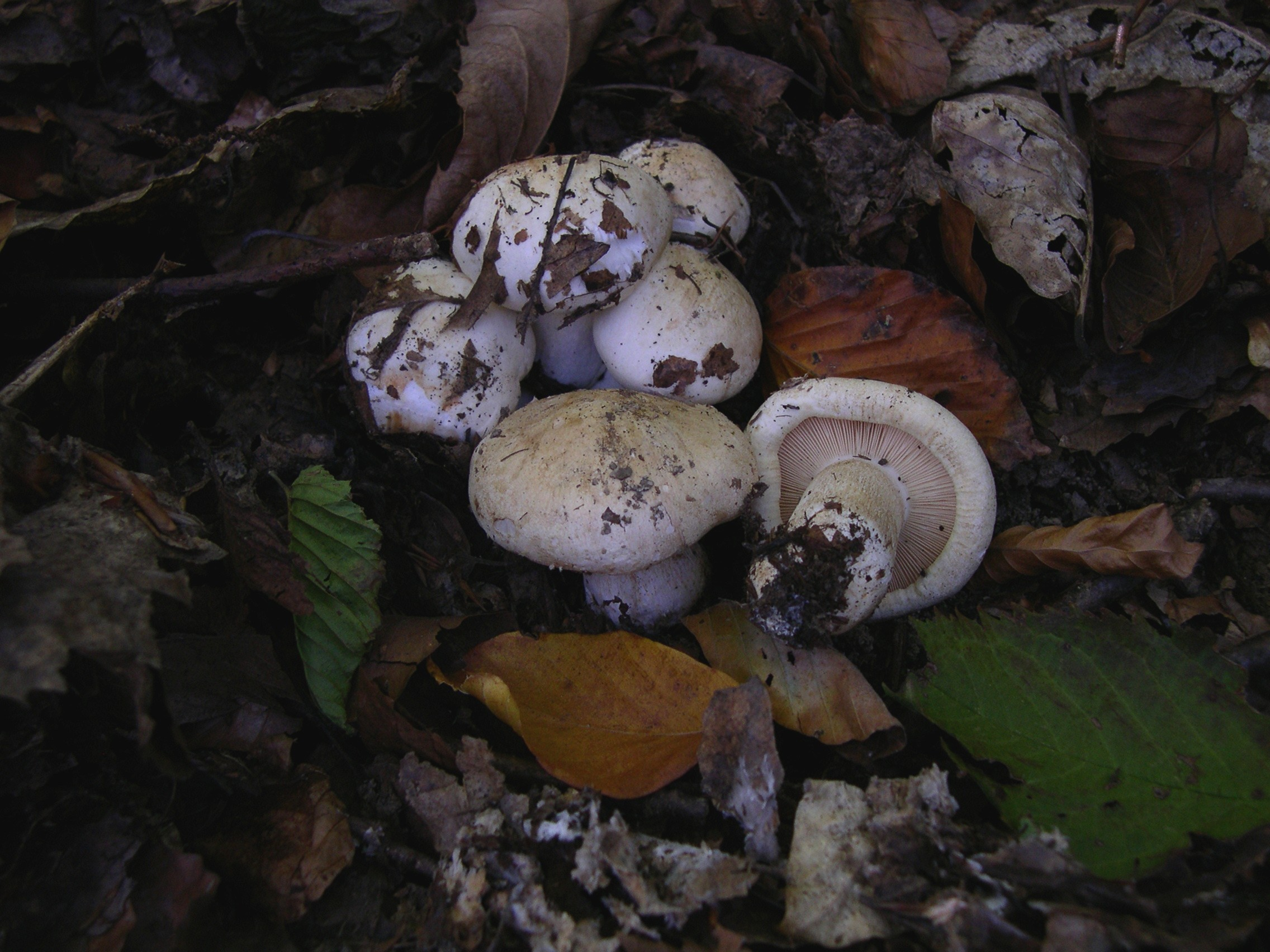
Tricholoma acerbum

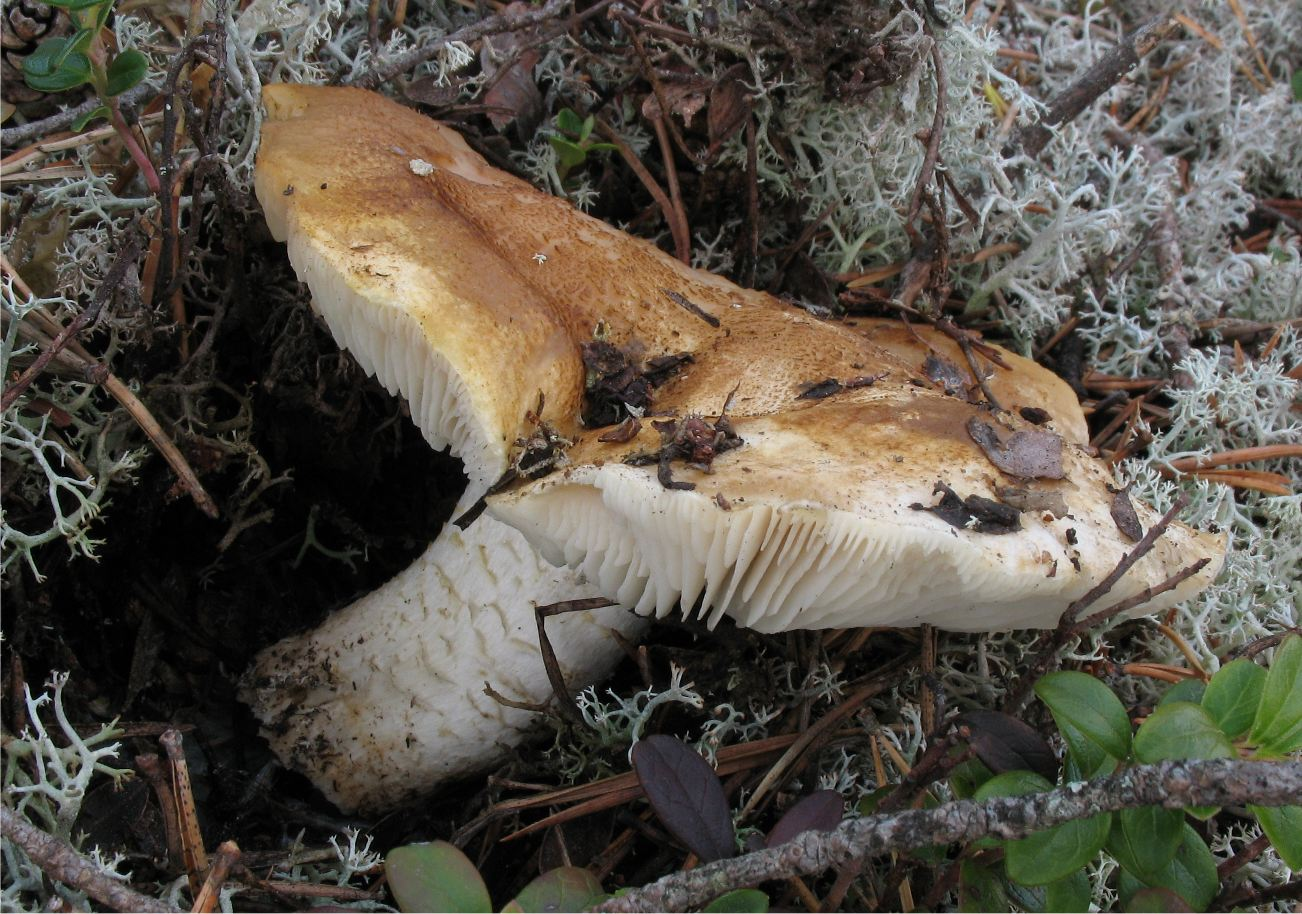
Tricholoma apium

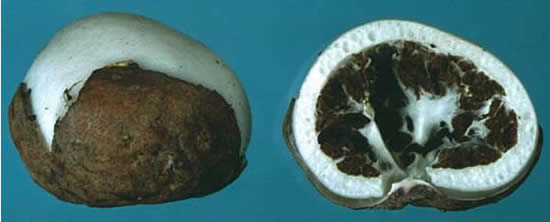
Claustula fischeri

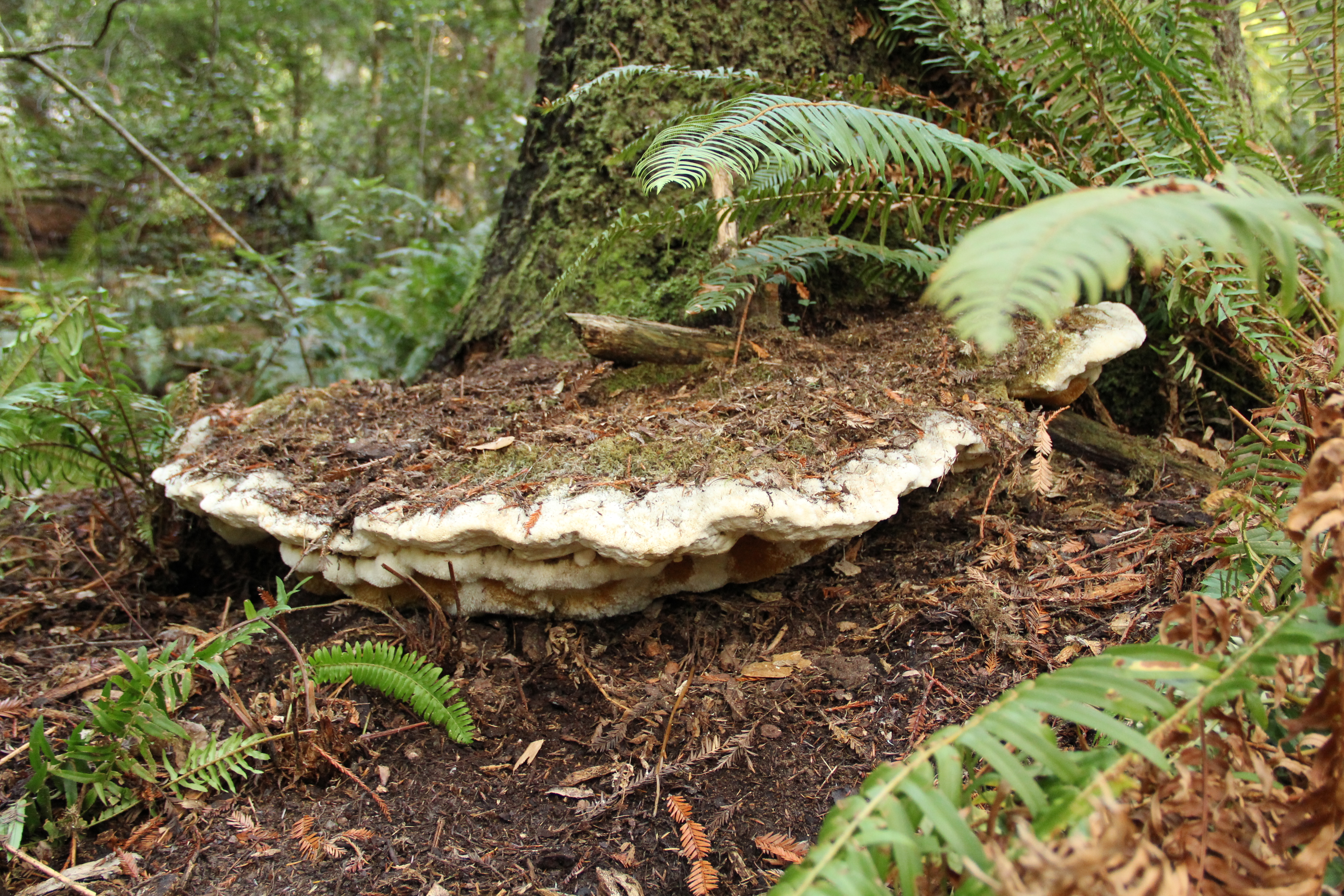
Bridgeoporus nobilissimus

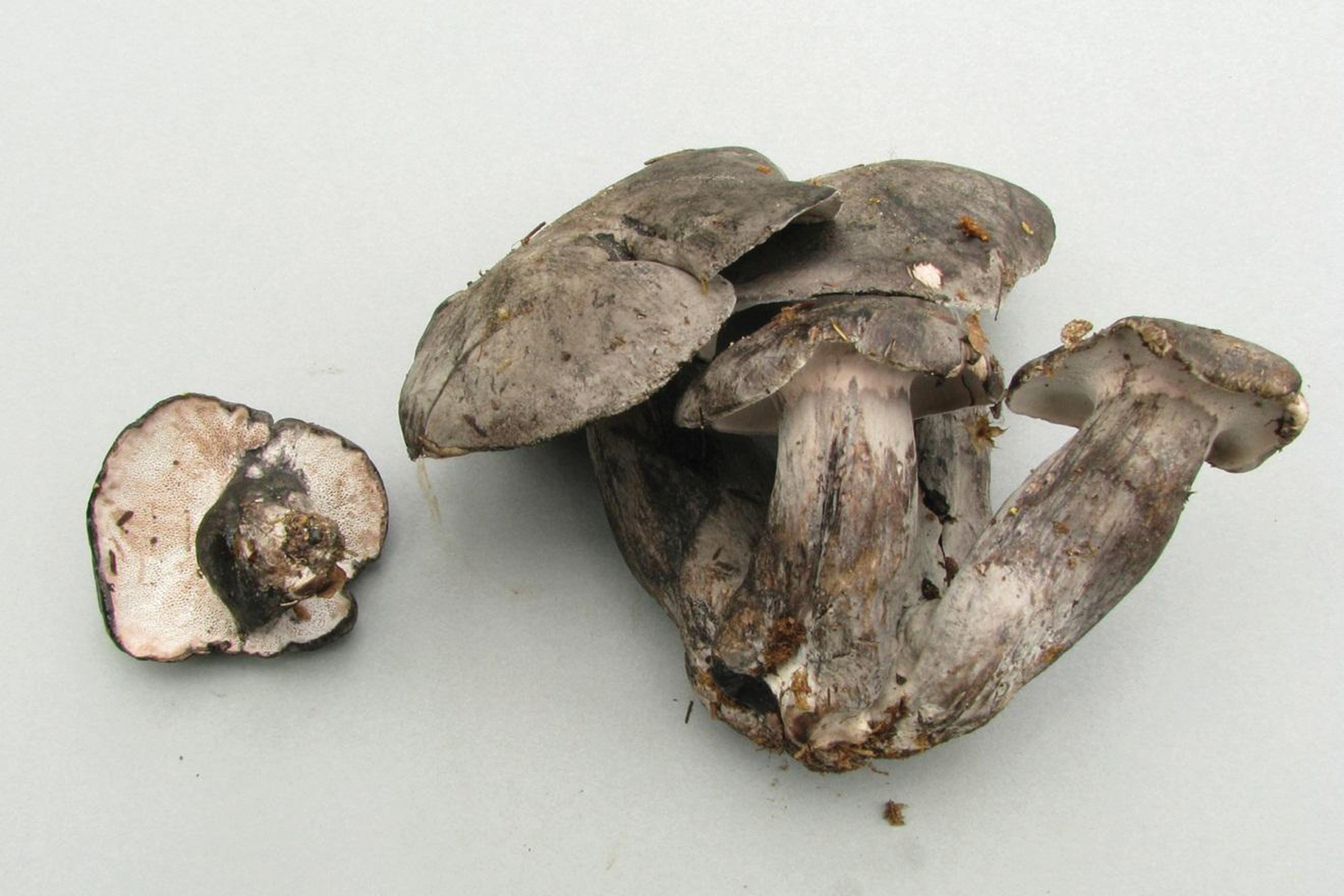
Boletopsis nothofagi

Hydnellum compactum

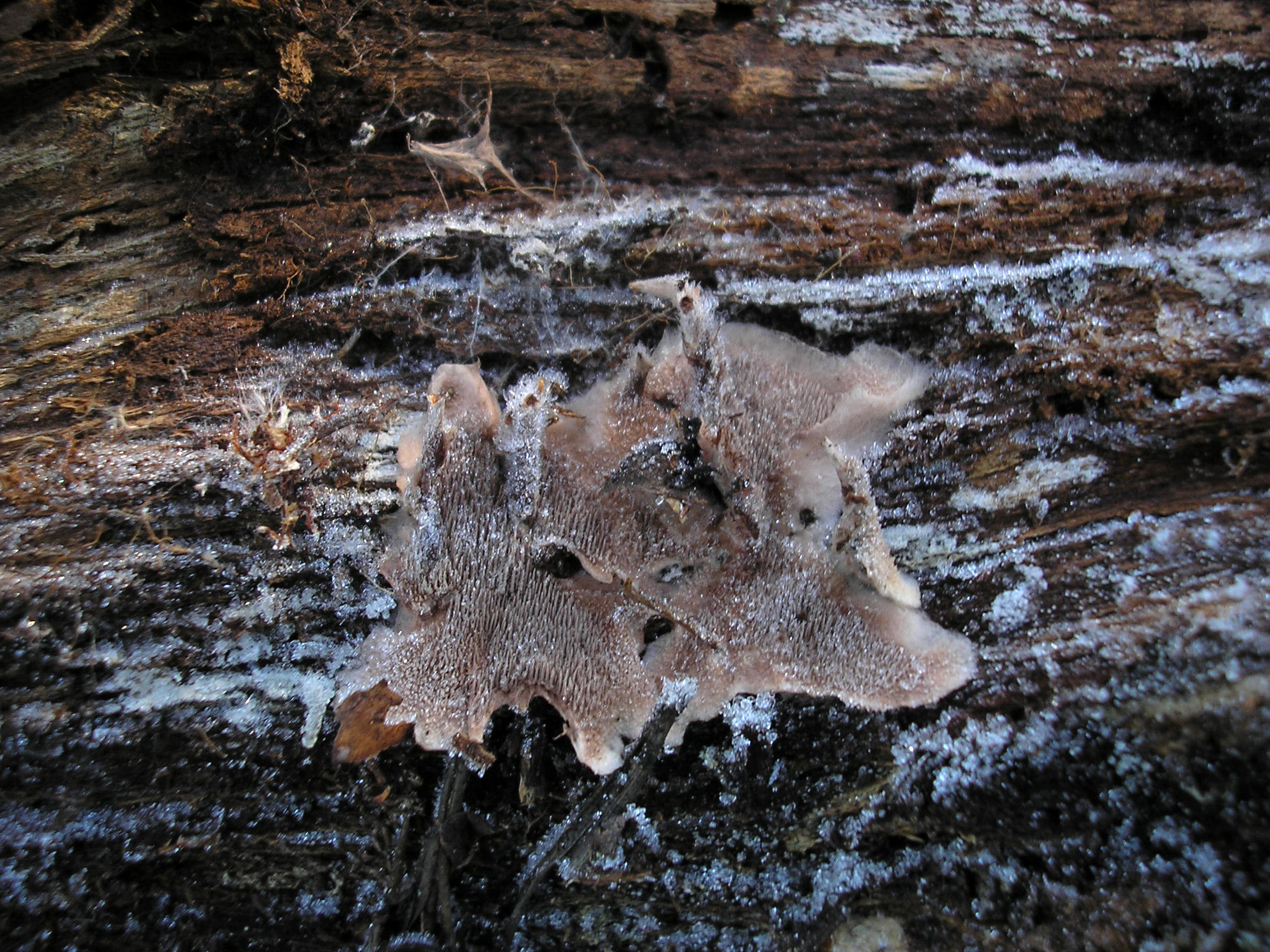
Hydnellum gracilipes

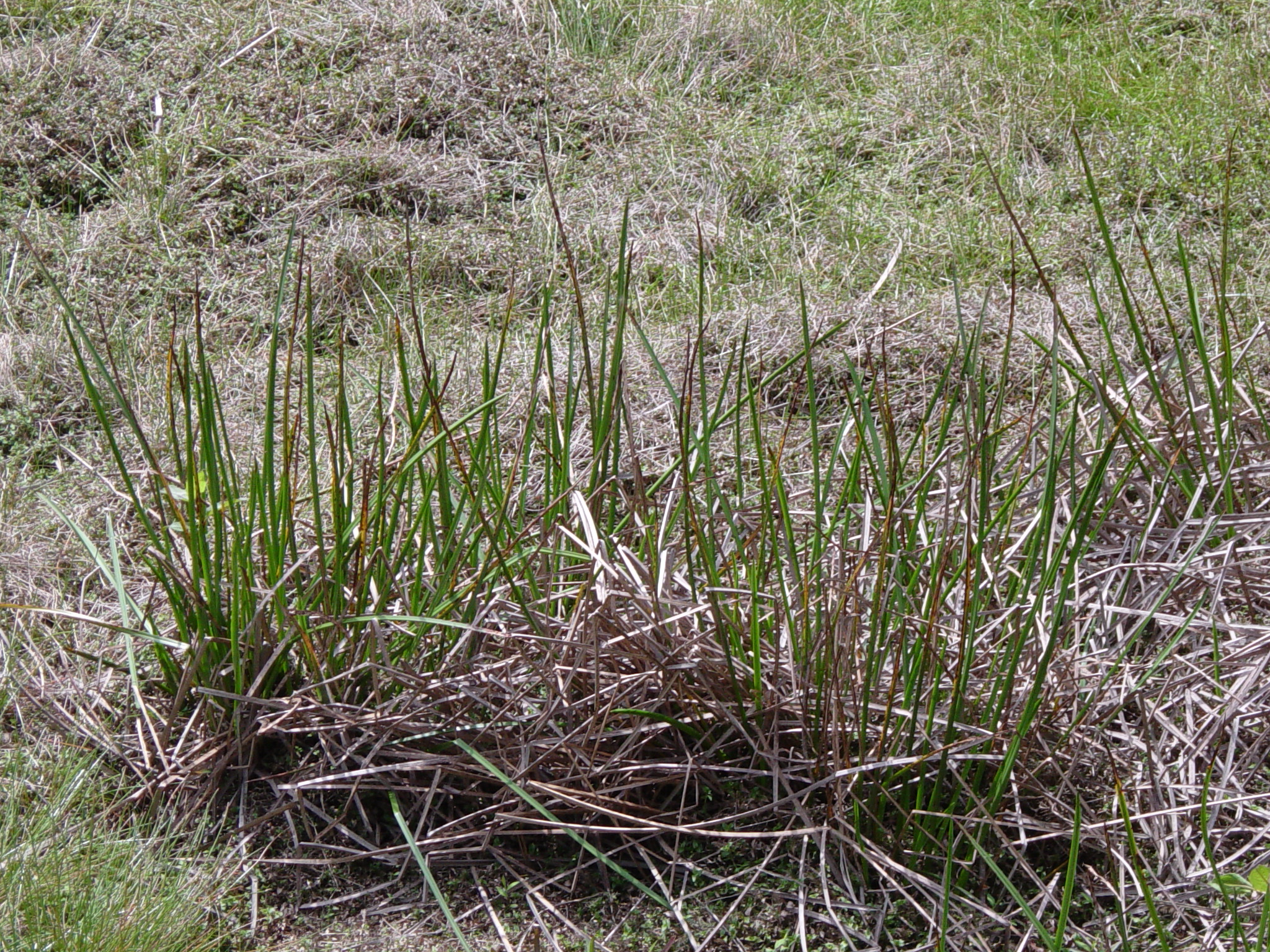
Isoetes taiwanensis

## ЦарствоГрибы(Fungi)

### ПодцарствоВысшие грибы(Dikarya)

#### ОтделАскомицеты(Ascomycota)

##### КлассЛеканоромицеты(Lecanoromycetes)
Anzia centrifuga
 Buellia asterella
 Cetradonia linearis
 Cladonia perforata
 Erioderma pedicellatum
 Gymnoderma insulare
 Ramalina erosa

#### ОтделБазидиомицеты(Basidiomycota)

##### КлассАгарикомицеты(Agaricomycetes)

###### ПорядокAgaricales— Агариковые
Agaricus pattersoniae
 Cortinarius citrino-olivaceus
 Cortinarius osloensis
 Cortinarius pavelekii
 Hygrocybe citrinovirens
 Hygrocybe flavifolia
 Hygrocybe ingrata
 Leptonia carnea
 Tricholoma acerbum
 Tricholoma apium
 Tricholoma borgsjoeлnse

###### ПорядокBoletales— Болетовые
Fevansia aurantiaca
 Rhizopogon alexsmithii

###### ПорядокGomphales— Гомфовые
Destuntzia rubra

###### ПорядокPhallales— Весёлковые
Claustula fischeri

###### ПорядокPolyporales— Полипоровые
Bridgeoporus nobilissimus

###### ПорядокRussulales— Сыроежковые
Gastrolactarius camphoratus

###### ПорядокThelephorales— Телефоровые
Boletopsis nothofagi
 Hydnellum compactum
 Hydnellum gracilipes
 Hydnellum mirabile

## ЦарствоХромисты(Chromista)

### ОтделОхрофитовые водоросли(Ochrophyta)

#### КлассБурые водоросли(Phaeophyceae)
Bifurcaria galapagensis
 Desmarestia tropica
 Dictyota galapagensis
 Eisenia galapagensis
 Sargassum setifolium
 Spatoglossum schmittii

## ЦарствоРастения(Plantae)

### ОтделКрасные водоросли(Rhodophyta)

#### КлассФлоридеевые водоросли(Florideophyceae)
Acrosorium papenfussii
 Austrofolium equatorianum
 Galaxaura barbata
 Gracilaria skottsbergii
 Laurencia oppositocladia
 Myriogramme kylinii
 Phycodrina elegans
 Pseudolaingia hancockii
 Schizymenia ecuadoreana
 Vanvoorstia bennettiana

### ОтделПлауновидные(Lycopodiophyta)

#### КлассПлауновые(Lycopodiopsida)

##### ПорядокПлаунковые(Selaginellales)
Selaginella carinata — известен из двух местонахождений в провинции Асуай на юге Эквадора (Южная Америка), где произрастает в андских лесах на высоте от 2000 до 3500 м. Последний раз этот вид находили в 1974 году.

##### ПорядокПлауновые(Lycopodiales)
Huperzia ascendens
 Huperzia austroecuadorica
 Huperzia columnaris
 Huperzia compacta
 Huperzia espinosana
 Huperzia hastata
 Huperzia llanganatensis
 Huperzia loxensis
 Huperzia scabrida
 Huperzia talpiphila
 Phlegmariurus nutans

#### КлассПолушниковые(Isoëtopsida)

##### ПорядокПолушниковые(Isoëtales)
Isoetes azorica
 Isoetes boryana
 Isoetes capensis
 Isoetes dispora
 Isoetes ecuadoriensis
 Isoetes fluitans
 Isoetes heldreichii
 Isoetes herzogii
 Isoetes hewitsonii
 Isoetes malinverniana
 Isoetes nigroreticulata
 Isoetes olympica
 Isoetes panchganiensis
 Isoetes parvula
 Isoetes saracochensis
 Isoetes sinensis
 Isoetes stephansenii
 Isoetes taiwanensis
 Isoetes wormaldii